# Tworzywa naturalne

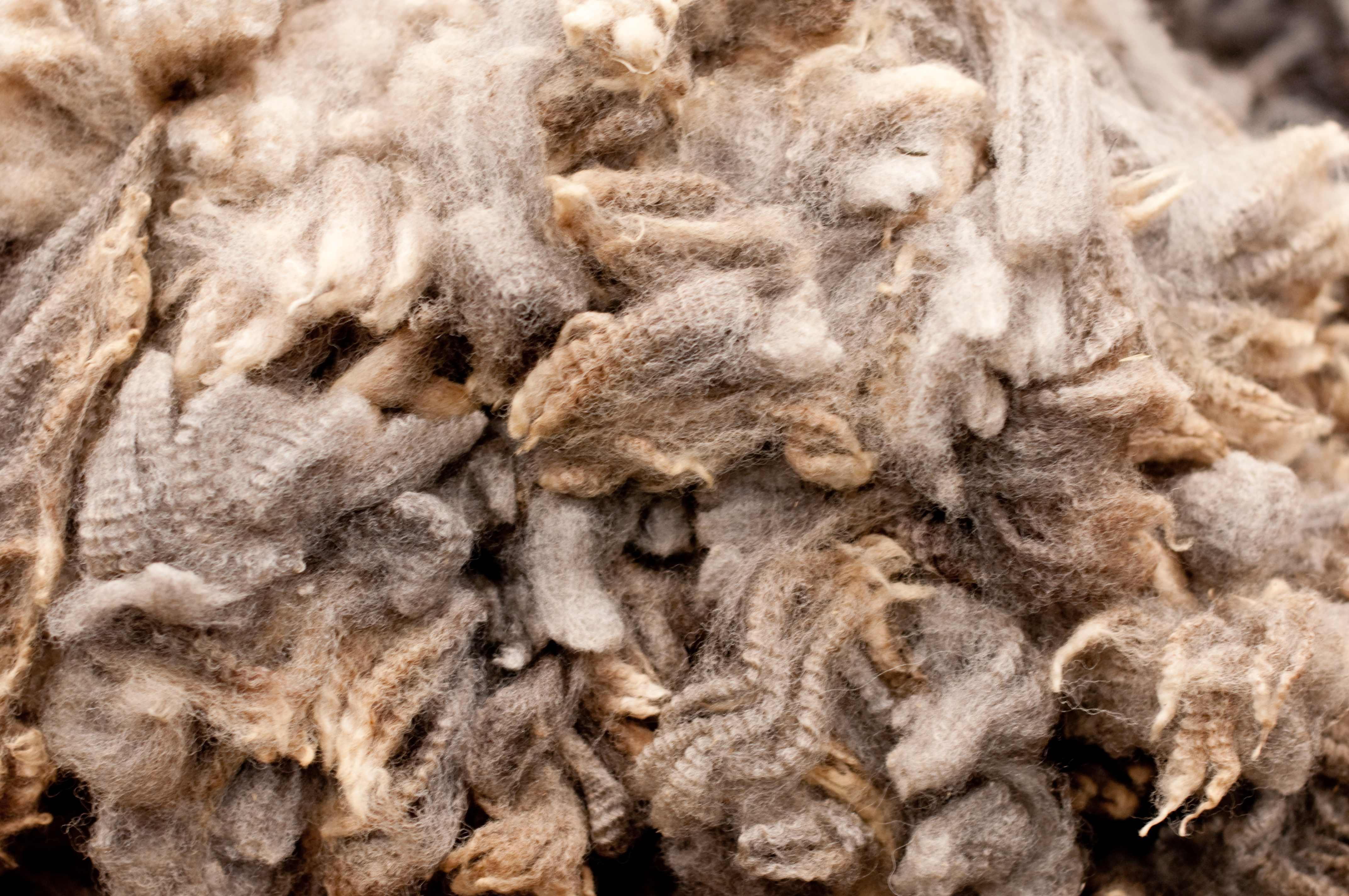
Świeżo ścięta wełna

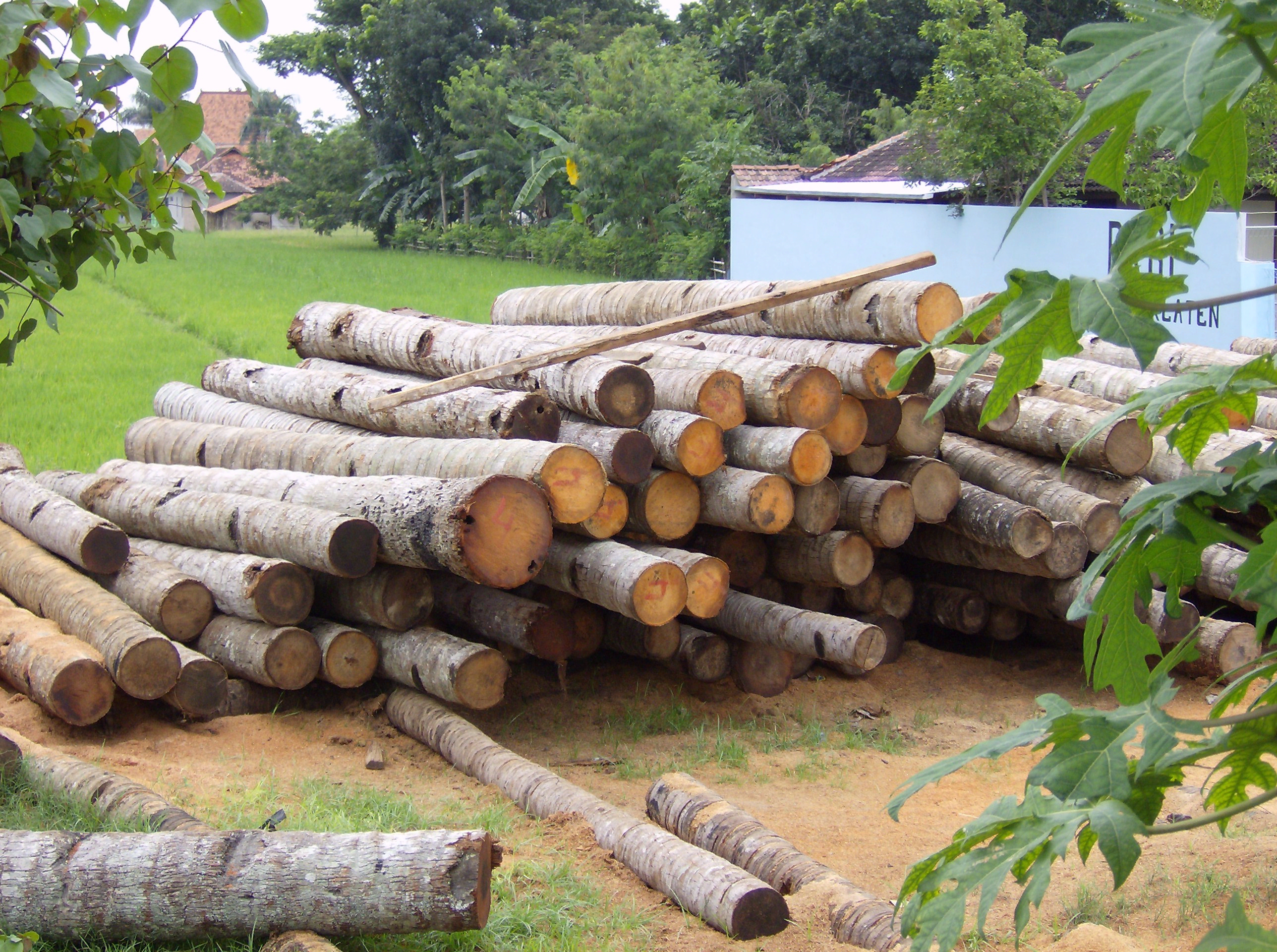
Drewno kokosowe

Tworzywa naturalne – grupa materiałów pozyskiwanych ze źródeł naturalnych, których nie otrzymuje się na drodze syntezy chemicznej, czy innych, bardzo złożonych procesów technologicznych. Materiały naturalne przystosowuje się do praktycznego użycia tylko poprzez proste procesy fizyczne - takie jak cięcie, skrawanie, miażdżenie, mielenie, mieszanie itp.
Do materiałów naturalnych zalicza się m.in.:
- materiały mineralne:
  - azbest
  - gips
  - cement
  - szkło
  - wata szklana
- materiały drewnopochodne:
  - drewno
  - papier
- włókna naturalne:
  - jedwab
  - bawełna
  - len
  - konopie
  - wełna